# Tycoon (album)
Pour les articles homonymes, voir Tycoon.
Singles
1. The World is Stone
Sortie : 25 mai 1992
2. Only the Very Best
Sortie : 1992
3. Ziggy
Sortie : 14 juin 1993
4. I Would Love To Change The World
Sortie : 1993

Tycoon est un album musical sorti le 6 juillet 1992,. Il s'agit de l'adaptation anglaise de l'opéra-rock Starmania écrite par Luc Plamondon et composée par Michel Berger, avec des paroles de Tim Rice, et mettant en vedette en autres Kim Carnes, Céline Dion, Nina Hagen, Peter Kingsbery, Cyndi Lauper, Willy Deville, Kevin Robinson et Tom Jones dans les rôles principaux de l'enregistrement. Une version scénique a été annoncée dans la presse à plusieurs reprises, mais n'a jamais été concrétisée.
À l'exception de The World Is Stone et You Have to Learn to Live Alone, produits par Cyndi Lauper, l'intégralité des morceaux ont été produits par Michel Berger avec la collaboration de Tim Rice et Luc Plamondon. Il s'agit du dernier album produit par Berger, qui décèdera le 2 août 1992, soit près d'un mois après la sortie du disque.
L'album est ressorti en 1997 sous le titre Starmania (version anglaise) chez TriStar Music.

## Sortie et accueil commercial
Tycoon a fait ses débuts dans les charts en France au début de septembre 1992 et a atteint la première place en mars 1993, passant trois semaines au sommet. En conséquence, il a également atteint la 19e place du classement européen des 100 meilleurs albums. Tycoon a été certifié disque de platine en France en 1993.
Des singles ont été extraits pour promouvoir l'album. Le premier, The World Is Stone, interprétée par Cyndi Lauper, sort le 25 mai 1992 et connaît un succès essentiellement dans les charts européens, notamment en atteignant la 2e place en France (où il s'est vendu à plus de 200 000 exemplaires), mais aussi la 15e place au Royaume-Uni. Le second, Only the Very Best, interprété par Peter Kingsbery, connaît également un bon succès en France, où il atteint également la 2e place au Top 50 (plus de 150 000 exemplaires écoulés).
Le titre Ziggy, interprétée par Céline Dion, sort en single avec la version française, Un garçon pas comme les autres, enregistrée pour l'album Dion chante Plamondon un an auparavant. Sorti le 14 juin 1993, il atteint aussi la 2e place du Top 50 et se vend à plus de 300 000 exemplaires.
Un quatrième single,  I Would Love To Change The World, interprété par Tom Jones, sort en 1993 en France, mais ne s'est pas classé.

## Liste des titres
Toutes les paroles sont écrites par Tim Rice, toute la musique est composée par Michel Berger.
| No  | Titre                                                                                | Interprète(s)     | Durée |
| --- | ------------------------------------------------------------------------------------ | ----------------- | ----- |
| 1.  | Ouverture (instrumental)                                                             |                   | 3:13  |
| 2.  | The World Is Stone (Le Monde est Stone)                                              | Cyndi Lauper      | 4:26  |
| 3.  | A Little Damage Done (Quand on arrive en ville)                                      | Matt et Luke Goss | 4:03  |
| 4.  | Only The Very Best (SOS d'un Terrien en détresse)                                    | Peter Kingsbery   | 3:36  |
| 5.  | You Get What You Deserve (Travesti)                                                  | Nina Hagen        | 4:07  |
| 6.  | Ziggy (Un garçon pas comme les autres)                                               | Céline Dion       | 2:58  |
| 7.  | Nobody Chooses (Banlieue Nord)                                                       | Willy DeVille     | 4:42  |
| 8.  | Working Girl (Complainte de la serveuse automate)                                    | Kim Carnes        | 4:34  |
| 9.  | Tonight We Dance (Extravagance!) (Ce soir on danse à Naziland)                       | Céline Dion       | 4:44  |
| 10. | Pollution Child (Un enfant de la pollution)                                          | Kevin Robinson    | 2:33  |
| 11. | I Would Love To Change The World (The Businessman's Blues) (Le Blues du Businessman) | Tom Jones         | 6:03  |
| 12. | Farewell To A Sex Symbol (Les Adieux d'un sex-symbol)                                | Ronnie Spector    | 5:32  |
| 13. | Ego Trip (Ego Trip)                                                                  | Peter Kingsbery   | 3:50  |
| 14. | You Have To Learn To Live Alone (Les Uns contre les autres)                          | Cyndi Lauper      | 5:11  |

## Classements et certifications
| Classement (1992–1993)           | Meilleure position |
| -------------------------------- | ------------------ |
| Europe (European Top 100 Albums) | 19                 |
| France (SNEP)                    | 1                  |
| Québec (ADISQ)                   | 39                 |

| Région                                                                                                 | Certification | Ventes/Streams |
| --- | ------------- | -------------- |
| France (SNEP)                                                                                          | Platine       | 300 000*       |
| *Ventes selon la certification ^Mise en rayon selon la certification xNon précisé par la certification |               |                |